# Viva Zapata (Mano Negra)
Viva Zapata est le premier morceau de l'album Casa Babylon de Mano Negra. Il débute par une voix de femme qui énumère mystérieusement un numéro dans le but de la rappeler, mais débute très vite une musique au rythme rapide et "violent". Tout au long du morceau des parties non-musicales (bruits de télévisions...) ponctuent l'écoute. 